# Größter anzunehmender Planungsfall
Der größte anzunehmender Planungsfall, kurz GaP oder GAP, ist ein Instrument des Umweltberichts. Es wird angewandt, wenn die maximal vertretbare Nutzung eines Plangebietes ermittelt werden soll. Er kommt häufig bei Planungen in Mischgebieten und Gewerbegebieten zur Anwendung.
In der Regel werden bei der Ermittlung eines GAP in verschiedenen Bereichen die größten zu erwartenden Umweltauswirkungen errechnet. Häufige Indikatoren sind die Nutzungsart, Nutzungsintensität, Verkehrsbelastung, Emissionen und Raumstruktur. Je höher die angenommenen Werte, desto eher ergibt die Abwägung, dass umweltschutzrechtliche Maßnahmen getroffen werden müssen.

## Beispiele für eine GaP-Untersuchung
- im Umweltbericht zur Planung in Rathenau Süd
- im Umweltbericht Rastpfuhl